# Армия «Нил»
Армия «Нил» — британская армия, действовавшая во время Второй мировой войны в Северной Африке. Официальное название Силы Западной пустыни (англ. Western Desert Force), однако в русскоязычных источниках обычно упоминается как Армия «Нил».

## История
Армия «Нил» была создана 17 июня 1940 года на основе 6-й пехотной дивизии для обороны Египта и Суэцкого канала. Армия подчинялась Ближневосточному командованию (ком. — ген. Арчибальд Уэйвелл).
В сентябре 1940 года во время итальянского вторжения армия имела в своём составе 36 тыс. солдат и 65 танков. Понеся небольшие потери, британские войска к 16 сентября отошли до Мерса-Матрух, после чего фронт стабилизовался на 3 месяца. 8 декабря 1940 года усилившаяся армия перешла в наступление, разгромила итальянскую 10-ю армию и вторглась на территорию Ливии. 1 января 1941 года была преобразована в 13-й корпус.

### Состав армии
на 13 сентября 1940 года:
- 7-я бронетанковая дивизия
- 4-я индийская пехотная дивизия

## Командующие
- генерал Ричард О’Коннор